# Jim Iley
James Iley, più conosciuto come Jim Iley (South Kirkby, 15 dicembre 1935 – 17 novembre 2018) è stato un allenatore di calcio e calciatore inglese, di ruolo centrocampista.

## Carriera

### Giocatore
Esordisce tra i professionisti all'età di 19 anni nella stagione 1954-1955, in cui gioca 22 partite nella prima divisione inglese con lo Sheffield Utd; nella stagione successiva, che si conclude con la retrocessione delle Blades in seconda divisione, gioca invece 34 partite. Nel biennio seguente realizza invece 7 reti in 45 partite in seconda divisione, per poi trasferirsi al Tottenham, con cui nella stagione 1957-1958 gioca 19 partite in prima divisione. Dopo un'ulteriore stagione da 34 presenze ed una rete lascia gli Spurs e trascorre il triennio 1959-1962 al Nottingham Forest, altro club di massima serie, con cui totalizza complessivamente 93 presenze e 4 reti, a cui aggiunge anche 2 presenze nella Coppa delle Fiere 1961-1962 e con cui gioca (e perde, contro il Wolverhampton) il FA Charity Shield 1959.
Nell'estate del 1962 passa al Newcastle Utd, con cui in un triennio mette a segno 8 reti in 115 presenze in seconda divisione, categoria in cui nella stagione 1964-1965 vince il campionato; rimane alle Magpies anche dopo la promozione in prima divisione, categoria nella quale nel corso della stagione 1965-1966 realizza 3 reti in 39 presenze, a cui aggiunge ulteriori 35 presenze nella stagione 1966-1967 e 38 presenze con 4 reti nella stagione 1967-1968; nella stagione 1968-1969 perde invece il posto da titolare, e dopo 5 presenze in campionato ed una presenza in Coppa delle Fiere (torneo che verrà poi vinto dal Newcastle) si trasferisce a stagione in corso al Peterborough Utd, club di quarta divisione, dove rimane fino al ritiro (al termine della stagione 1971-1972) con il doppio ruolo di giocatore ed allenatore.
In carriera ha totalizzato complessivamente 545 presenze e 31 reti nei campionati della Football League.

### Allenatore
Dopo aver lasciato il Peterborough United, nel 1973 diventa allenatore del Barnsley, un altro club di quarta divisione: rimane alla guida dei Tykes per cinque stagioni consecutive, tutte trascorse in questa categoria. In seguito, nel 1978 allena per un breve periodo il Blackburn, in seconda divisione.
Nel 1980 diventa allenatore del Bury, club di quarta divisione, in cui rimane fino al 1984.

## Palmarès

### Giocatore

#### Competizioni nazionali
- Campionato inglese di seconda divisione: 1

Newcastle: 1964-1965